# Катя Спиридонова
Катя Спиридонова-Бръзицова е българска оперна певица, сопран.

## Биография
Родена е през 1902 година в София, в многодетно семейство. Още от малка учителите ѝ забелязват нейния певчески талант, а когато е във Втора девическа гмназия учителката ѝ по музика Дора Букорещлиева я насочва към Музикалното училище в София. Ученичка е на музикалния педагог проф. Иван Вулпе и на Ана Тодорова. Още от втората си година в Музикалната гимназия пее в хора на Операта. Има голямо желание да се усъвършенства в чужбина и семейството ѝ я подкрепя, но поради бедност не може да ѝ помогне материално. Когато брат ѝ, свирещ на чело и припечелващ вечер по ресторанти, заминава за Лайпциг да учи и се издържа сам, тя го последва с малко спестени пари и с негова помощ.
Става студентка в Лайпцигската консерватория при проф. Енрико Посони. Разбрал за паричните ѝ затрудненията, Посони я кани да му бъде асистентка в заниманията с останалите ученици. През втората си година тя вече участва в платени концерти. Завършва следването си в Консерваторията за две години вместо за пет.
През 1925 година изнася първия си самостоятелен концерт в България –  на 16 април във Военния клуб, акомпанирана от младия Асен Найденов. През октомври дебютира в Софийската народна опера с ролята на Аида. В кариерата си изпълнява тази роля повече от 200 пъти, включително и при гостуването на Тодор Мазаров, и както по-късно казва Михаил Хаджимишев, „Катя Спиридонова – това е българската Аида“. При гостуването на Фьодор Шаляпин на софийската сцена тя е негова партньорка в „Борис Годунов“ (1934).
В Софийската опера участва в „Селска чест“, „Бал с маски“, „Дон Карлос“, „Трубадур“. Други големи роли, които играе,  са Тоска в операта на Верди и Лиза в „Дама Пика“, Купава в „Снежанка“ на Римски-Корсаков, Мария в „Мазепа“ на Чайковски. Исай Добровен ѝ поверява ролята на Марта в своята постановка на „В долината“ от Д'Албер (сезон 1927/1928). Изпълнява ролите на Турандот, Джоконда и много други. Гастролира с успех в чуждина.
През 1928 година се омъжва за младия журналист Христо Бразицов. Имат две деца: Димитър и Александър.
След Деветосептемврийския преврат през 1944 г. съпругът ѝ е арестуван и затворен. Катя Спиридонова е изхвърлена, макар и не уволнена, от Софийската опера и пратена в Старозагорската опера. Там е изпратена и друга голяма певица, Елисавета Йовович, също репресирана заради съпруга ѝ, убит от комунистите. В Стара Загора Катя Спиридонова се утвърждава като музикален педагог. През 1949 г. се завръща в София, където първите ѝ ученици са Катя Попова и Надя Афеян, а след това Юлия Винер, Радка Гаева, Любомир Бодуров, Георги Сапунджиев, Анна Томова-Синтова и много други.
Въпреки че гласът ѝ е в отлична форма, на сцената на Софийската опера най-често е допускана като заместваща.
За да бъде реабилитирана голяма заслуга имат възпитаничките ѝ Катя Попова и Надя Афеян, които предприемат срещи с комунистически ръководители, за да ги убедят в заслугите ѝ. Наградена е със званието „заслужил артист“ (1956), с орден „Кирил и Методий“ I степен, по повод 35-годишна артистична дейност и с втори орден „Кирил и Методий“ II степен, за 50-годишнината на Софийската народна опера. Умира през 1993 година.
Личният ѝ архив се съхранява във фонд 542К в Централен държавен архив. Той се състои от 411 архивни единици от периода 1902 – 1989 година.

## Родословие
|                                |                                |                                |                                |                                   |                                |  |  |                                |                                |                                |                                |                                |                                |  |  |  |  |  |  |  |  |  |  |  |  |
| Христо Бръзицов                | Христо Бръзицов                | Христо Бръзицов                | Христо Бръзицов                | Христо Бръзицов                   | Христо Бръзицов                |  |  | Анастасия Бръзицова            | Анастасия Бръзицова            | Анастасия Бръзицова            | Анастасия Бръзицова            | Анастасия Бръзицова            | Анастасия Бръзицова            |  |  |  |  |  |  |  |  |  |  |  |  |
| Христо Бръзицов                | Христо Бръзицов                | Христо Бръзицов                | Христо Бръзицов                | Христо Бръзицов                   | Христо Бръзицов                |  |  | Анастасия Бръзицова            | Анастасия Бръзицова            | Анастасия Бръзицова            | Анастасия Бръзицова            | Анастасия Бръзицова            | Анастасия Бръзицова            |  |  |  |  |  |  |  |  |  |  |  |  |
|                                |                                |                                |                                |                                   |                                |  |  |                                |                                |                                |                                |                                |                                |  |  |  |  |  |  |  |  |  |  |  |  |
|                                |                                |                                |                                |                                   |                                |  |  |                                |                                |                                |                                |                                |                                |  |  |  |  |  |  |  |  |  |  |  |  |
| Никола Бръзицов (1873 – ?)     | Никола Бръзицов (1873 – ?)     | Никола Бръзицов (1873 – ?)     | Никола Бръзицов (1873 – ?)     | Никола Бръзицов (1873 – ?)        | Никола Бръзицов (1873 – ?)     |  |  | Димитър Бръзицов (1859 – 1931) | Димитър Бръзицов (1859 – 1931) | Димитър Бръзицов (1859 – 1931) | Димитър Бръзицов (1859 – 1931) | Димитър Бръзицов (1859 – 1931) | Димитър Бръзицов (1859 – 1931) |  |  |  |  |  |  |  |  |  |  |  |  |
| Никола Бръзицов (1873 – ?)     | Никола Бръзицов (1873 – ?)     | Никола Бръзицов (1873 – ?)     | Никола Бръзицов (1873 – ?)     | Никола Бръзицов (1873 – ?)        | Никола Бръзицов (1873 – ?)     |  |  | Димитър Бръзицов (1859 – 1931) | Димитър Бръзицов (1859 – 1931) | Димитър Бръзицов (1859 – 1931) | Димитър Бръзицов (1859 – 1931) | Димитър Бръзицов (1859 – 1931) | Димитър Бръзицов (1859 – 1931) |  |  |  |  |  |  |  |  |  |  |  |  |
| Катя Спиридонова (1902 – 1993) | Катя Спиридонова (1902 – 1993) | Катя Спиридонова (1902 – 1993) | Катя Спиридонова (1902 – 1993) | Катя Спиридонова (1902 – 1993)    | Катя Спиридонова (1902 – 1993) |  |  | Христо Бръзицов (1901 – 1980)  | Христо Бръзицов (1901 – 1980)  | Христо Бръзицов (1901 – 1980)  | Христо Бръзицов (1901 – 1980)  | Христо Бръзицов (1901 – 1980)  | Христо Бръзицов (1901 – 1980)  |  |  |  |  |  |  |  |  |  |  |  |  |
| Катя Спиридонова (1902 – 1993) | Катя Спиридонова (1902 – 1993) | Катя Спиридонова (1902 – 1993) | Катя Спиридонова (1902 – 1993) | Катя Спиридонова (1902 – 1993)    | Катя Спиридонова (1902 – 1993) |  |  | Христо Бръзицов (1901 – 1980)  | Христо Бръзицов (1901 – 1980)  | Христо Бръзицов (1901 – 1980)  | Христо Бръзицов (1901 – 1980)  | Христо Бръзицов (1901 – 1980)  | Христо Бръзицов (1901 – 1980)  |  |  |  |  |  |  |  |  |  |  |  |  |
|                                |                                |                                |                                |                                   |                                |  |  |                                |                                |                                |                                |                                |                                |  |  |  |  |  |  |  |  |  |  |  |  |
|                                |                                |                                |                                | Александър Бръзицов (1943 – 2016) |                                |  |  |                                |                                |                                |                                |                                |                                |  |  |  |  |  |  |  |  |  |  |  |  |
|                                |                                |                                |                                |                                   |                                |  |  |                                |                                |                                |                                |                                |                                |  |  |  |  |  |  |  |  |  |  |  |  |
|                                |                                |                                |                                | Марио Бръзицов                    |                                |  |  |                                |                                |                                |                                |                                |                                |  |  |  |  |  |  |  |  |  |  |  |  |